# Couvent des Filles de Saint-Chaumont
Le couvent des Filles de Saint-Chaumont ou couvent de l'Union chrétienne est un ancien couvent situé à Paris dans l'actuel 2e arrondissement (48° 52′ 06″ N, 2° 21′ 10″ E).

## Situation
Le couvent se situait sur la rue Saint-Denis (actuels nos 224 et 226), au nord de la rue de Tracy. Leur jardin s'étendait à l'est jusqu'à la rue du Ponceau dans la partie absorbée par le boulevard de Sébastopol (actuel no 131). L'entrée se trouvait originellement du côté de la rue Saint-Denis. À l'angle de la rue de Tracy, se trouvait l'église conventuelle.
Le couvent était situé à proximité de celui des Filles-Dieu (plus au sud, au niveau de l'actuelle rue du Caire).

## Histoire
Anne de Croze crée un nouvel établissement dont le but d'accueillir des prostituées repenties. Des lettres patentes autorisent l'établissement de cette nouvelle communauté en 1673. Plusieurs legs considérables permettent à ces religieuses d'acheter l'hôtel de Saint-Chaumont. Melchior Mitte de Chevrières, marquis de Saint-Chamond, avait acheté en 1631 la propriété dite « cour Bellot », ainsi que dix autres maisons voisines, qu'il fait abattre quelques années après afin de bâtir un hôtel sur ce vaste terrain. Les sœurs de l’Union-Chrétienne en font l’acquisition par contrat du 21 août 1683 pour une somme de 72 000 livres. 
En 1682, est fondé le couvent du Petit-Saint-Chaumont, rue de la Lune.
Les religieuses ont fait construire en 1734-1735 dans leur jardin, par Jacques Hardouin-Mansart de Sagonne, petit-fils de Jules Hardouin-Mansart, un logis pour les dames de la bonne société souhaitant se retirer du monde. 
La princesse de Conti, protectrice de cette communauté religieuse, fait appel à propre architecte, Pierre-Claude Convers pour réaliser la nouvelle église conventuelle. La princesse pose la première pierre du nouveau bâtiment en 1781, qui est achevé dès 1782. Elle contribue à sa décoration en faisant réaliser une Adoration des bergers par le peintre du roi François-Guillaume Ménageot (aujourd'hui à l'Église Saint-Eustache). 
Ce couvent est supprimé en 1790. Devenue bien national, il est vendu en trois lots le 8 messidor an III (26 juin 1795). 
L'hôtel a été en partie conservé dans la cour du no 131 boulevard de Sébastopol, mais a été surélevé. Bâtiment de qualité exceptionnelle, décoré par le grand ornemaniste rocailleur Nicolas Pineau, il témoigne, par son plan en courbes et contre-courbes, des influences de l'architecte italien Borromini sur l'architecture rocaille parisienne de la première moitié du XVIIIe siècle. C'est le seul témoignage conservé des grands établissements pieux ou charitables construits le long de la rue Saint-Denis.[réf. nécessaire]
Les façades sur cours de l'ancien hôtel du côté rue Saint-Denis et du côté boulevard de Sébastopol ont été inscrits monuments historiques par arrêté du 24 mars 1925.

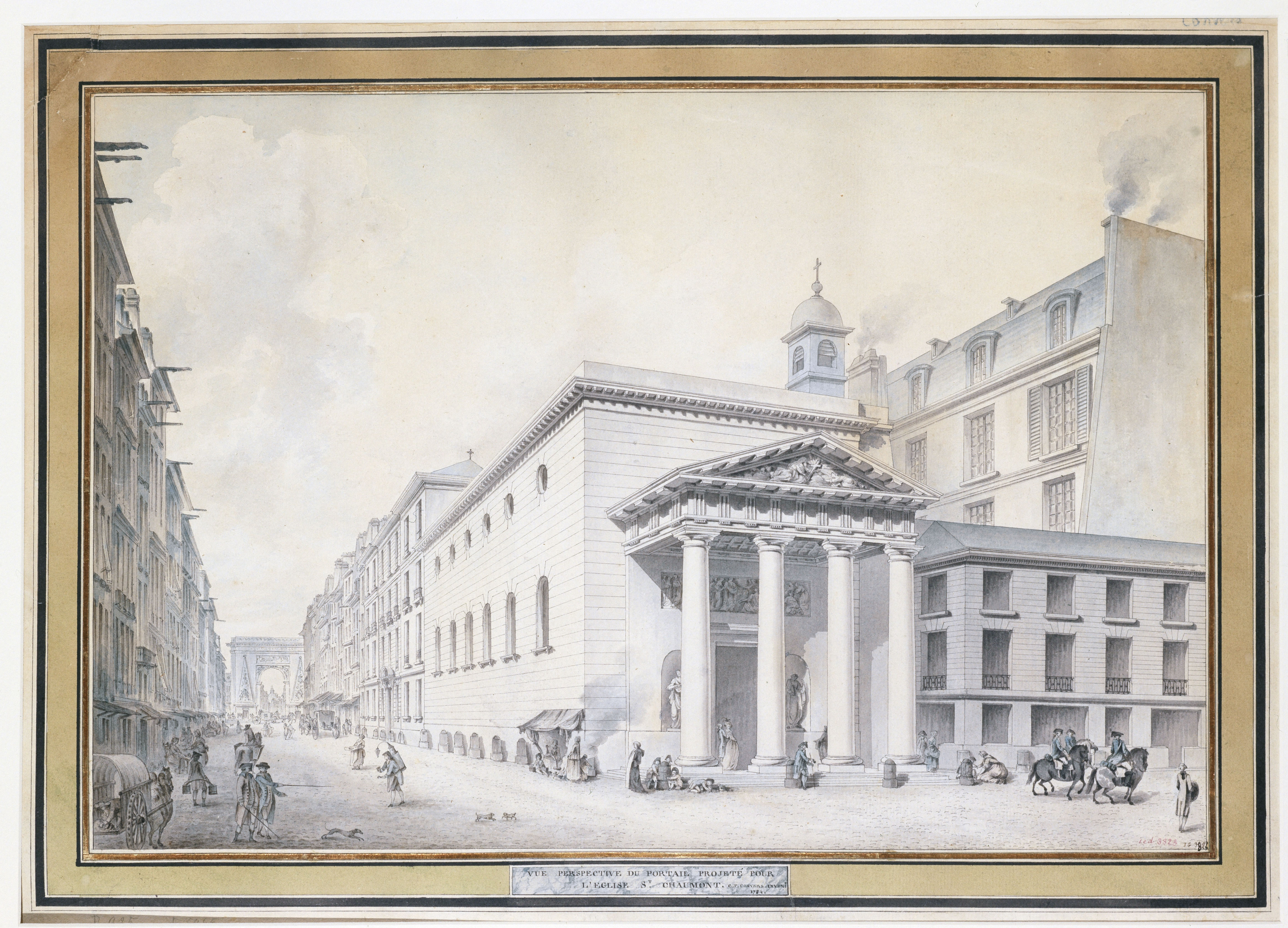
Vue de l'église conventuelle construite en 1782 le long de la rue Saint-Denis par Pierre Convers.
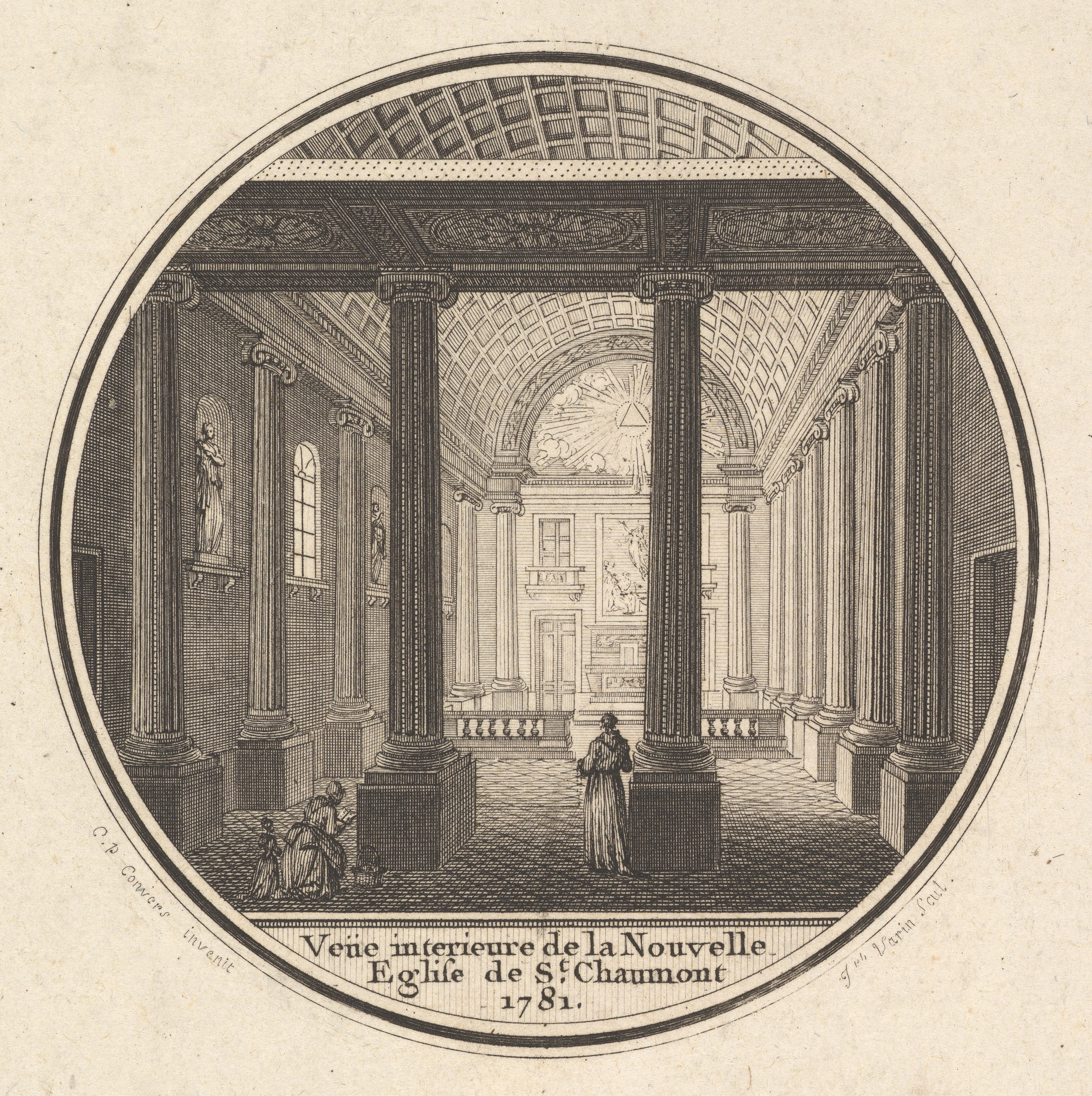
Vue intérieure de l'église conventuelle.
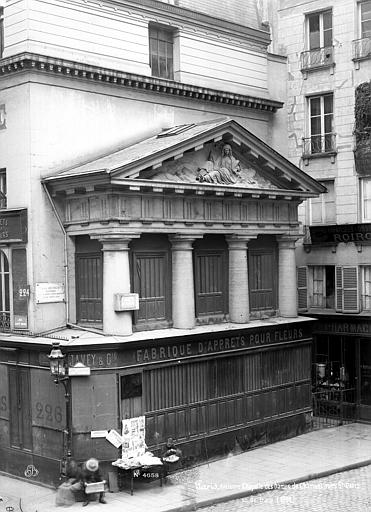
Vue de l'église en 1892, après qu'elle a été transformée en fabrique.